# Oedipina grandis
Oedipina grandis är en groddjursart som beskrevs av Arden H. Brame, Jr. och William Edward Duellman 1970. Oedipina grandis ingår i släktet Oedipina och familjen lunglösa salamandrar. IUCN kategoriserar arten globalt som starkt hotad. Inga underarter finns listade i Catalogue of Life.